# ベラルーシ国立音楽院
ベラルーシ国立音楽院（ベラルーシこくりつおんがくいん、ベラルーシ語: Беларускаядзяржаўнаяакадэміямузыкі）は、ベラルーシの首都ミンスクに本拠を置く、ベラルーシ国立の音楽学、民俗学、美学、音楽教育の主要な音楽高等教育機関および研究センター。

## 概要
ミンスクには以前にミンスクの音楽家の教育機関があった。1932年に設立され、1992年まではベラルーシ州立音楽院として知られていた。2000年に、ベラルーシ国立音楽院は、ベラルーシ国立芸術院と並んで、音楽芸術の分野における全国教育システムの主要な機関としての地位を与えられた。

## 建物
音楽院の建物は、1958年 に建築家Roman Gegarthによってレンガで建てられた。平面図の4階建ての複雑な構成、対称的なボリューム。正面玄関のある主柱は、三角形のペディメントを備えた4列の柱廊玄関によって区別される。サイドウィングは平面図でL字型である。窓の開口部は長方形でアーチ型である。2階と3階の間の壁は、コーニスによって2つの層に分割されており、それらはピラスターで装飾され、エンタブラチュアで完成している。下段はサビで飾られている。主軸上の建物の中央-メインロビー、ロビー、800席のコンサートホール、サイドウィングには教室、講堂、事務所がある。古典主義の要素は、建物の建築に使用されている。

## 大学の構造
音楽院の構成は次のとおり。
- 5学部
- 18部門
- ベラルーシ国立音楽アカデミーのモギリョフ支部
- オペラスタジオ
- 伝統的な音楽文化のキャビネット
- 音楽科学図書館
- 録音訓練研究室

## 国際関係

### 国際機関との協力
- 音楽教育に関する国際評議会
- 欧州音楽院、アカデミー、大学協会
- ピアノ教師のヨーロッパ組織
- 世界シンバリスト協会

### 一部の国際的なパートナー
- チャイコフスキーモスクワ国立音楽院
- グネシンロシア音楽アカデミー
- サンクトペテルブルク州立音楽院は、MAリムスキーコルサコフにちなんで名付けられました
- MGジガノフにちなんで名付けられたカザン州立音楽院
- MPムソルグスキーにちなんで名付けられたウラル音楽院
- リトアニア音楽演劇アカデミー
- ダウガフピルス大学
- エストニア音楽アカデミー
- ウズベキスタン国立音楽院
- フェレンツ音楽アカデミー
- ピョートルチャイコフスキー国立ウクライナ音楽アカデミー
- クラクフ音楽アカデミー
- カミタスにちなんで名付けられたエレバン州立音楽院
- ミラノのジュゼッペヴェルディ音楽院

## 卒業生
- マリア・コレスニコワ（フルート奏者、政治家、収監中の野党指導者）